# Діназ
ФК «Діназ» — український професійний футбольний клуб з міста Вишгорода Київської області. Бере участь у чемпіонаті України з футболу в Першій лізі України також клуб має резервну команду, що грає в вищій лізі чемпіонату Київської області з футболу. Почесним президентом клубу є Ярослав Москаленко.

## Історія

Емблема клубу до 2012 року

Футбольний клуб розпочав власний літопис у 1999 році. Взявши старт із чемпіонату Вишгородського району, нині діназівці беруть участь у боротьбі за першість серед аматорських колективів усієї держави, а також у міжнародних турнірах. Клуб достойно представляє рідний край у багатьох чемпіонатах столиці, Київської області та України.
Отримано низку призових кубків та нагород. Команда тричі вигравала Кубок Київської області (2006, 2011, 2015) та Суперкубок (2011). У 2011 році клуб здобув перше місце у чемпіонаті Київщини, також завойовував срібні та бронзові медалі чемпіонату.
2012 році Виконком УЄФА нагородив клуб бронзовою медаллю у номінації: «Найкращий аматорський футбольний клуб Європи», що стало певним підсумком спортивної діяльності клубу та поштовхом до наступного — професійного футболу. Загальна кількість членів клубу налічує понад 500 чоловік, всі вони займаються безкоштовно. Клубу належить навчально-тренувальна база зі штучним покриттям у селі Лютіж, також використовуються два стадіони з натуральним та штучним покриттям у селі Демидів, нещодавно був відкритий новий стадіон зі штучним покриттям в селі Нові Петрівці, таким чином у клубу вже чотири стадіони. ФК «Діназ» має у своєму розпорядженні чотири автобуси, які забезпечують доставку дітей на тренування, виїзди на ігри, поїздки на навчально-тренувальні збори та змагання у інших регіонах країни. Щороку клуб відправляє своїх спортсменів на підготовчі збори на море. Протягом року команди ФК «Діназ» беруть участь у закордонних змаганнях, що є безцінним у питанні набуття досвіду та порівняння курсу з програмами іноземних клубів.
Сезон 2015 року став для «Діназу» дуже насиченим, спочатку команда перемогла на Меморіалі імені Олександра Щанова, а 19 вересня на стадіоні Національного університету державної податкової служби України стала абсолютними рекордсменами по перемогах у Кубку Київської області, здобувши перемогу у фіналі проти ФК «Чайка» (село Петропавліська Борщагівка). За результатами сезону чемпіонату області команда зайняла 2 місце і в матчі за Суперкубок поступилась все тій же «Чайці».
У 2016 році керівництво клубу взяло різкий курс на омолодження складу двох дорослих команд. З колективом розпрощався і головний тренер Михайло Стельмах . Замість нього очолив головну команду — Ігор Продан. Також було прийняте рішення взяти паузу у Чемпіонаті області, і виступати в Чемпіонаті Києва. Вже у першому офіційному турнірі року, абсолютна нова команда змогла здобути перемогу в турнірі, організованому на честь Володимира Мунтяна, для багатьох це стало несподіванкою. Протягом сезону 2016 команда здобула ще дві перемоги — в Кубку Києва та Кубку Вишгородщини.
2017 рік почався ще краще ніж попередній, перемога в традиційному турнірі Меморіал Олександра Щанова, та два фінали — Кубок Володимира Мунтяна та Меморіал Кирсанова. В цьому ж році команда повертається в першість Київської області, граючи переважно молодими гравцями вік, яких не старше 18-20 років.
У 2018 році в клубі знову відбулися різкі зміни — першу команду очолив молодий тренер — Володимир Бондаренко, зі своїм тренерським штабом вони почали поступово готувати команду до дебюту в професійному футболі, за підсумками сезону команда виборола 2 місце в вищій лізі чемпіонату Київської області з футболу, а за пів року зайняла 5 місце в Чемпіонаті ААФУ. В червні клуб отримав професійний статус, а місце в ешелоні аматорського футболу зайняла резервна команда «Діназ-2».

## Склад команди
Станом на 22 квітня 2025  року відповідно до офіційної заявки на сайті ПФЛ
| №  | Поз. | Нац.    | Гравець                  |
| -- | ---- | ------- | ------------------------ |
| 1  | ВР   | Україна | Руслан Карнаушенко       |
| 31 | ВР   | Україна | Андрій Следзевський      |
| 69 | ВР   | Україна | Тіт Чернецький           |
| 3  | ЗХ   | Україна | Тарас Россол             |
| 5  | ЗХ   | Україна | Олексій Драган           |
| 6  | ЗХ   | Україна | Олександр Літвінов       |
| 15 | ЗХ   | Україна | Іван Михайленко          |
| 17 | ЗХ   | Україна | Іван Котуха              |
| 24 | ЗХ   | Україна | Андрій Волошин (капітан) |
| 6  | ПЗ   | Україна | Назар Кайда              |
| 7  | ПЗ   | Україна | Олексій Теплюк           |
| 8  | ПЗ   | Україна | Інал Черткоєв            |
| 10 | ПЗ   | Україна | Назар Приходько          |

| №  | Поз. | Нац.    | Гравець           |
| -- | ---- | ------- | ----------------- |
| 11 | ПЗ   | Україна | Денис Остапчук    |
| 13 | ПЗ   | Україна | Ілля Коваленко    |
| 14 | ПЗ   | Україна | Михаіл Латута     |
| 18 | ПЗ   | Україна | Андрій Соловйов   |
| 21 | ПЗ   | Україна | Данило Кіріченко  |
| 22 | ПЗ   | Україна | Богдан Духота     |
| 27 | ПЗ   | Україна | Сергій Старенький |
| 28 | ПЗ   | Україна | Максим Ворона     |
| 70 | ПЗ   | Україна | Віталій Анікієнко |
| 91 | ПЗ   | Україна | Ярослав Рязанцев  |
| 97 | ПЗ   | Україна | Євгеній Салей     |
| 9  | НП   | Україна | Ілля Рудницький   |
| 79 | НП   | Україна | Єгор Шкурат       |

## Тренерський штаб
| Головний тренер            | Олександр Рябоконь |
| Помічник головного тренера | Вячеслав Богодєлов |
| Лікар                      | Юрій Каряка        |

### Діназ-2
| Головний тренер Діназу-2   | Блазунь Анатолій Леонідович     |
| Помічник головного тренера | Устинов Володимир Олександрович |
| Помічник головного тренера | Чернишов Олексій Олексійович    |

### Академія
| Тренер U-17, U-15 | Олександр Гончаров |
| Тренер U-16       | Олександр Черкай   |
| Тренер U-14, U-13 | Ігор Іваненко      |
| Тренер U-12, U-11 | Микола Слободянюк  |
| Тренер U-10, U-9  | Генадій Каплунов   |
| Тренер воротарів  | Максим Зайцев      |

### Керівництво
| Почесний президент  | Ярослав Москаленко |
| Президент           | Василь Наливайко   |
| Спортивний директор | Олег Спічек        |

### Усі тренери клубу
- 1999 — Сивашенко Валерій Олексійович
- 2001 — Кожухов Володимир Анатолійович
- 2003—2007 — Устинов Володимир Олександрович
- 2007—2014 — Спічек Олег Володимирович
- 2013 —Єжаков Олександр Олександрович
- 2014—2016 — Стельмах Михайло Андрійович
- 2016—2017 — Продан Ігор Вячеславович
- 2017 — Слободянюк Микола Миколайович
- 2018—т.ч. — Бондаренко Володимир Петрович

## Статистика виступів
| Сезон   | Ліга      | М       | І  | В  | Н | П  | ГЗ | ГП | О  | Кубок України | Примітка   |
| ------- | --------- | ------- | -- | -- | - | -- | -- | -- | -- | ------------- | ---------- |
| 2019–20 | Друга «А» | 4 з 11  | 20 | 9  | 4 | 7  | 27 | 24 | 31 | 1/16 фіналу   |            |
| 2020–21 | Друга «А» | 3 з 13  | 24 | 15 | 6 | 3  | 52 | 19 | 51 | 1/32 фіналу   |            |
| 2021–22 | Друга «А» | 4 з 15  | 19 | 13 | 1 | 5  | 33 | 18 | 40 | 1/64 фіналу   | Підвищення |
| 2022–23 | Перша     | 12 з 16 | 14 | 5  | 6 | 3  | 16 | 17 | 21 | не проводився |            |
| 2023–24 | Перша     | 15 з 20 | 28 | 8  | 6 | 14 | 31 | 38 | 30 | 1/64 фіналу   |            |
| 2024–25 | Перша     | з 18    |    |    |   |    |    |    |    | 1/64 фіналу   |            |

## Досягнення
Чемпіонат Київської області:
- Чемпіон (1): 2011
- Срібний призер (2): 2015, 2018
- Бронзовий призер (3): 2005, 2007, 2010

Кубок області:
- Володар (3): 2005, 2012, 2015
- Фіналіст (1): 2006

Суперкубок Київської області:
- Володар (1): 2011
- Фіналіст (2): 2012, 2015

Меморіал Олександра Щанова:
- Володар (3): 2015, 2017, 2019

Чемпіонат Києва з футболу (команда U-21):
- Чемпіон (2): 2013, 2017

Кубок Києва з футболу:
- Чемпіон (1): 2016

Кубок Володимира Мунтяна:
- Володар (1): 2016
- Фіналіст (2): 2011, 2017

## Відомі футболісти
- Володимир Бондаренко
- Артем Бутенін
- Всеволод Романенко
- Ігор Продан
- Роман Пахолюк
- Дмитро Прима
- Олександр Ситник
- Віталій Жеребцов
- Дмитро Іванов
- Анатолій Кіцута
- Євген Копил
- Борис Шевелюк

## Відомі вихованці
- Сергій Старенький
- Сергій Пономаренко

## Виробники форми та спонсори
| Роки        | Виробник форми | Титульний спонсор |
| ----------- | -------------- | ----------------- |
| 2007 — н.ч. | Nike           | АФ Синтез         |